# Margaret Alice Murray

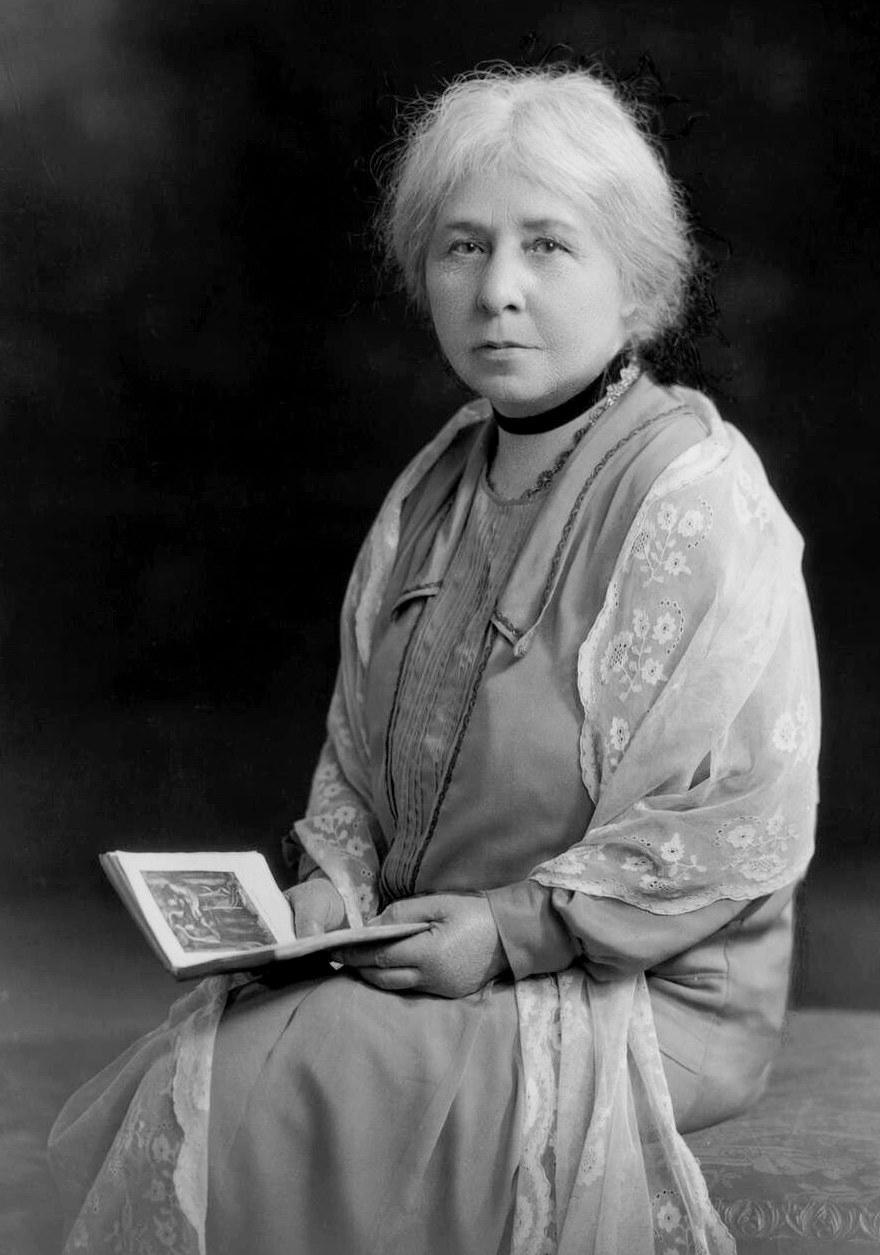
Margaret Murray, 1928

Margaret Alice Murray (* 13. Juli 1863 in Kalkutta, Indien; † 13. November 1963 in Welwyn, Hertfordshire) war eine britische Anthropologin und Ägyptologin. Sie war in akademischen Kreisen weithin für wissenschaftliche Beiträge zur Ägyptologie und volkskundliche Studien bekannt, die zu einer Theorie über eine paneuropäische, vorchristliche, paganistische Religion um den „gehörnten Gott“ führten.

## Leben

### Jugend und Ausbildung
Margaret Murray wurde am 13. Juli 1863 in Kalkutta geboren und war die jüngere Tochter von James Charles Murray und seiner Frau Margaret Carr. Die Familie ihres Vaters, der Partner einer Firma von Kaufleuten in Manchester war, lebte seit einigen Generationen in Indien. Ihre Mutter entstammte einer religiösen Familie aus Northumbria und war als Missionarin und Sozialarbeiterin nach Indien gekommen, um die Lebensumstände indischer Frauen zu verbessern.
Murray verbrachte ihre Kindheit und Jugend zwischen Indien und England, mit Ausnahme eines Aufenthalts von 1873 bis 1875 in Bonn, wo sie Deutsch lernte. Sie wurde hauptsächlich von ihrer Mutter unterrichtet. In England hielt sie sich oft bei ihrem Onkel John Murray, dem Pfarrer von Lambourn in Berkshire, und späteren Rektor von Rugby auf, der dann an ihrer Schulbildung arbeitete. Durch ihn lernte sie Alte Geschichte kennen.
Zurück in Indien absolvierte sie ihre erste Ausbildung als Krankenschwester. 1883 erlaubte ihr der Vater eine dreimonatige Tätigkeit als Krankenschwester im Kalkutta General Hospital. Margaret Murray war damit die erste Frau in Indien, der dieses gestattet wurde. Zurück in England 1887 musste sie ihre Hoffnungen auf eine Arbeit als Krankenschwester aufgeben, da sie aufgrund ihrer geringen Körpergröße von nur 1,45 m (4ft10) als zu klein für diesen Beruf angesehen wurde. Sie arbeitete dann im Sozialbereich, zuerst in Rugby, anschließend in Bushey Heath, Hertfordshire, wo sich ihre Eltern 1887 nach ihrer Rückkehr aus Indien niederließen.
Es dauerte bis Januar 1894, bis Margaret Murray an das University College London ging, das einzige, an dem damals auch Frauen studieren konnten. Sie wollte Archäologie studieren, jedoch war es zu jener Zeit schwierig für Frauen, in diesem Fach ein Diplom zu erhalten. Deshalb wählte sie den Umweg über Linguistik und Anthropologie und studierte ägyptische Hieroglyphen. Vielleicht waren diese Schwierigkeiten der Grund dafür, dass sie sich der Suffragetten-Bewegung anschloss.

### Ägyptologin – Assistenz-Professorin – Archäologin
1898 übernahm Murray die Unterrichtung in Hieroglyphen und koptischer Sprache in den Anfänger-Klassen der ägyptischen Abteilung des University College in London. Flinders Petrie verhalf ihr ein Jahr später zu der sicheren Beschäftigung als Juniorlektor an der Hochschule, obwohl ihr hierzu die formalen Voraussetzungen fehlten. Sie wurde mehrmals befördert, so 1909 zum Assistenten-Lektor und 1921 Senior-Lektor. 1922 wurde sie Fellow.
Nach 1914 leitete sie praktisch die Abteilung, während Petrie in Ägypten war. Da sie nicht genug am College verdiente, gab sie noch zusätzlich Abend-Unterricht und dehnte ihre Vorlesungen über altägyptische Geschichte, Religion, Sprache und Kultur bis nach Oxford aus. Außerdem katalogisierte sie die ägyptischen Bestände des National Museum of Ireland in Dublin, des Royal Museum in Edinburgh, des Manchester Museum der University of Manchester und des Ashmolean Museum in Oxford.

### Späte Jahre und Tod
Sie starb am 13. November 1963 im Alter von 100 Jahren und hatte im selben Jahr noch ihre Autobiographie veröffentlicht.

## Entdeckung des Osireion in Abydos
In der Saison 1902/03 hatte Flinders Petrie seiner Frau Hilda die Leitung der Ausgrabungen in Abydos übertragen. Mit dabei waren Margaret Murray, deren Kenntnisse über religiöse Texte für das Kopieren wichtig waren, sowie die Künstlerin Miss F. Hansard für die Zeichnung der Reliefs. Die drei Frauen übernahmen alle notwendigen Aspekte des Unternehmens. In der vorigen Saison hatte St. G. Caulfeild (Algernon St. George Thomas Caulfield) den langen Gang innerhalb der Einfriedungsmauer (Temenos) teilweise freigelegt. Die großen Sandmassen, die entfernt worden waren, hatten eine riesige Furche wie eine natürliche Schlucht hinterlassen. Petrie hat dieser Fundstätte den Namen „Osireion“ gegeben.

### In den Gräbern von Sakkara

Zeichnung aus dem Grab des Sechemka, 5. Dynastie in Sakkara

Für den Winter 1903–1904 hatte Flinders Petrie die Erlaubnis erhalten, Margaret Murray in Sakkara diejenigen Gräber der 4. Dynastie kopieren zu lassen, die Auguste Mariette in der Mitte des 19. Jahrhunderts ausgegraben und nur flüchtig aufgezeichnet hatte. Nach Mariettes Tod hatte Gaston Maspero diese unter dem Titel Les Mastabas de l’Ancien Empire veröffentlicht. Es bestand der Wunsch, dass auch von den kleineren und weniger bekannten Mastabas Kopien der Wandzeichnungen und Inschriften erstellt werden sollten. Die Ausgrabungen liefen nominell unter dem Museum von Kairo und Rais Khalifa, so dass Murray einen ägyptischen Aufseher anstellen musste.
Murray wurde durch die erfahrenen Zeichnerinnen F. Hansard und Jessie Mothersole unterstützt.

„Wir teilten die Arbeit so auf, dass die beiden Künstlerinnen die menschlichen Gestalten, Tiere und Opferrituale zeichneten, während ich für die Hieroglyphen und die Pläne der Gräber verantwortlich war. Es ist der zuverlässigen Arbeit und dem Geschick der beiden Damen zu verdanken, dass das Egyptian Research Account jetzt die Kopien aus den Gräbern veröffentlichen kann.“

Sie öffneten insgesamt neun Gräber, von denen sechs bereits von Mariette flüchtig gezeichnet und drei, die bisher nicht erfasst worden waren. Ein Grab kopierten sie im Museum von Kairo. Hilda Petrie half ebenfalls, indem sie einige Inschriften kopierte, die im Hof von Mariettes Haus in Sakkara lagen. Auch Phoebe Slater unterstützte sie, einige der Zeichnungen fertigzustellen und R. A. Yule mit der Erstellung der Pläne. Murray bedankte sich auch bei Arthur Weigall für seine Unterstützung in vielerlei Hinsicht bei ihrer Arbeit, auf die sie vermutlich sehr stolz war.
Die Übersetzung der Inschriften übernahm später Kurt Sethe und diese wurden 1937 in dem zweiten Band veröffentlicht, an dem auch die Künstlerin Florence Kate Kingsford mitwirkte, die bereits an den Grabungskampagnen 1905 und 1906 teilgenommen hatte.

### Die Untersuchung der Mumien von Rifeh

Margaret Murray (mit Schürze) und Flinders Petrie (links) Dr. John Cameron (rechts) 1908 in der Universität von Manchester bei der Untersuchung einer der Mumien aus Rifeh

1825 hatte die Literary and Philosophical Society in Leeds bereits das Auswickeln und die Untersuchung einer Mumie durchgeführt. Dies ebnete den Weg für Margaret Murray, die damals die erste weibliche Leiterin der Ägyptischen Abteilung des Manchester Museums war, eine Gruppe für das Studium und die Autopsie von Mumien zusammenzustellen.
Flinders Petrie und Margaret Murray waren davon überzeugt, dass nur durch Studien am Objekt, die auch die Mumien selbst einschlossen, die Bemühungen der Archäologen weiter entwickelt werden konnten. Petrie hatte 1907 in Rifeh das Grab der „zwei Brüder“ entdeckt und der Inhalt des Grabes mit den beiden bemalten Mumiensärgen aus der 12. Dynastie (etwa 1985 bis 1773 v. Chr.) ging an das Manchester Museum. Im Grab der „zwei Brüder“ befand sich ein Papyrus, das von Margaret Murry übersetzt und durch das Manchester Museum 1910 publiziert wurde.
Vor den Zuschauern im großen Auditorium der Universität Manchester und im Beisein von Flinders Petrie, John Cameron und einer namentlich nicht genannten Dame begann Margaret Murray 1908 mit dem Auswickeln der Mumien der „zwei Brüder“. Dies war eine wichtige Entwicklung der wissenschaftlichen Untersuchung, denn es benötigte ein interdisziplinäres Team. Diese Spezialisten auf dem Gebiet der Anatomie, Chemie und Textilien führten eine umfassende Untersuchung der Mumien durch.
Es gab wenige Beweise über die Mumifizierung aus dem Mittleren Reich (ca. 1900 v. Chr.) und die untersuchten Körper zeigten, dass es im Allgemeinen weniger sorgfältige Vorbereitungen bei der Einbalsamierung gab als im Alten Reich. Die inneren Organe wurden entfernt, aber weniger Aufmerksamkeit wurde der Konservierung des Körpers geschenkt. Gewöhnlich wurde eine Schicht Harz auf die Hautoberfläche aufgetragen und dies führte dazu, dass der Körper nur unzureichend austrocknete und die Verwesung bald einsetzte. Obwohl großer Aufwand mit der äußeren Erscheinung der Mumien getrieben wurde, befindet sich innen meist nur ein Häufchen Knochen mit wenig oder keinem Nachweis von Gewebe.
Die Mumien der „zwei Brüder“ waren besonders interessant, weil der Unterschied ihres Zustandes sehr auffällig war. Zum Zeitpunkt des Auswickelns war die Mumie von Chnum-nacht völlig trocken, während die Überreste von Necht-anch ziemlich feucht waren und auch die meisten Bandagen waren nass. Die Mumie von Chnum-nacht ist ein gutes Beispiel für den niedrigen Wissensstand über Mumifizierung im Mittleren Reich. Es gab kaum Gewebe und die Reste zerfielen beim Auswickeln in feines Puder. Auch hatte die Erhaltung seiner Nägel keine besonderen Maßnahmen erfahren. Die Mumie von Necht-anch war besser erhalten, obwohl der Körper bereits vor dem Auspacken in Stücke gefallen war. Die Knochen waren unbeschädigt und in Position. Sogar etwas Haar war vorhanden. Die Einbalsamierer hatten die Nägel der Finger und Zehen mit Faden umwickelt, um den Verlust während der Mumifizierung zu verhindern.
John Cameron führte die anatomischen Untersuchungen durch. Seine Analyse des Skeletts ergab, dass Nacht-Anch bereits in mittleren Jahren, Chnum-Nacht dagegen erst mit etwa sechzig Jahren gestorben war. „Das Erscheinungsbild, das Nacht-Anchs Skelett bot, sprach dafür, dass es sich bei ihm um einen Eunuchen handelte.“ Sein Schädel gehöre einem nicht negroiden Typus an, während der Schädel des älteren Priesters Chnum Nacht negroide Merkmale aufwies.
Diese Arbeit wird als die erste interdisziplinäre Studie von Mumien betrachtet und war Vorreiter für zukünftige wissenschaftliche Mumienöffnungen. 1979 untersuchte Rosalie David, die Gründerin der forensischen Ägyptologie, im Rahmen des von ihr 1973 gegründeten Manchester Mummy Projekt an ihrem „Institut für biomedizinische Ägyptologie“ mit den ihr 70 Jahre später zur Verfügung stehenden Mitteln die Mumien der „zwei Brüder“. Sie konnte anhand der modernen Genetik nachweisen, dass sie weder verwandt waren noch sich auch nur ähnlich sahen.

### 1920–1923 in Malta (Borġ in-Nadur)
Das Gelände der Megalithkultur (griechisch: mega = groß, lithos = Stein), in Borġ in-Nadur (=“ein Steinhaufen auf dem Hügel”) ca. 1 km nördlich von Birżebbuġa wurde 1920–1923 (einige Quellen schreiben 1922–1927) von Murray erforscht. Hier fand sie die Überreste eines großartigen Megalithtempels, der wohl aus der letzten Phase der Tempelzeit um 2500 v. Chr. stammt, zusammen mit einer bronzezeitlichen Siedlung. Die Megalithen, die die Wände des Tempels bildeten, sind heute ca. 50 cm hoch.

### 1930–1931 Talayot-Kultur  auf Menorca
1930–1931 ging Murray im Auftrag der Cambridge University nach Menorca, wo sie zusammen mit dem Institut d’Estudis Catalans Barcelona die Megalithbauten der Talayot-Kultur (ca. 850 v. Chr.) in Trepucó, etwa 2 km südlich der Inselhauptstadt Maó, ausgrub. Auf etwa 5000 m² waren hier turmartige Gebäude, die Talayots, aus großen Steinblöcken errichtet. Die Blöcke wurden aufeinander gestellt, ohne dass eine Art von Mörtel benutzt wurde. Die archäologischen Funde haben aufgedeckt, dass sich hier ursprünglich mindestens sieben Talayots befanden, von denen zwei erhalten sind. Der zentrale Talayot, mit einem kleinen Fenster im oberen Teil, ist der größte auf Menorca. Zwei Talayots in den Resten der Westmauer sind noch zu sehen. Links von der Ansiedlung befindet sich eine prähistorische Kultstätte mit einer einzigartigen Taula, einem aus zwei großen Steinen bestehenden Monument in Form des Buchstabens „T“. Bei der Taula in Trepucó ist der tragende Monolith 4,20 Meter hoch, und das Kapitell misst 3,50 m × 1,50 m.
Murray wurde 1924 Assistenz-Professorin der Ägyptologie an der Universität London, ein Posten, den sie bis zu ihrem Ruhestand 1935 innehatte. 1926 wurde sie zum Mitglied des Königlich-Britischen Anthropologischen Instituts (fellow of Britain's Royal Anthropological Institute) ernannt. Für ihre Veröffentlichungen erhielt sie 1931 den „Doctor of Letters“ (DLitt.) 1953 wurde Murray Ehrenpräsidentin der Volkskundegesellschaft.
Zehn Jahre später veröffentlichte Margaret Murray im Alter von 100 Jahren ihr letztes Werk, eine Autobiografie mit dem Titel My first hundred years, zu Deutsch: Meine Ersten Hundert Jahre. Im gleichen Jahr starb sie am 13. November 1963 im Queen Victoria Memorial Hospital von Welwyn (Hertfordshire). Ihr Leichnam wurde eingeäschert im Krematorium von Golders Green in Middlesex.

## Hexenkult-These von Murray
Margarets Interesse an Hexen begann um 1915, nachdem sie krank aus Ägypten zurückgekehrt war. Sie wählte für ihre Genesung den Ort Glastonbury (Somerset) und sagt dazu in ihrer Autobiografie:

“[…]one cannot stay in Glastonbury without becoming interested in ‘Joseph of Arimathea’ and the ‘Holy Grail’. As soon as I got back to London, I did some careful research. This led to a paper on: ‘Egyptian elements in ‹the Grail› romance’.”

„[…] Man kann sich nicht in Glastonbury aufhalten, ohne sich für ‚Josef von Arimathäa‘ und den ‚Heiligen Gral‘ zu interessieren. Sobald ich zurück in London war, stellte ich sorgfältige Untersuchungen an. Das führte zu einem Artikel ‚Ägyptische Elemente in der Gral-Romanze‘“

Der am besten bekannte und am meisten umstrittene Text von Murray „Der Hexen-Kult in Westeuropa“ wurde 1921 veröffentlicht.
Sie schrieb dieses Buch während einer Periode, in der sie keine Ausgrabungen in Ägypten durchführen konnte. Dort legte sie die wesentlichen Elemente ihrer These dar, dass ein umfassendes Untergrundsystem eines heidnischen Widerstands gegen die christliche Kirche in Europa bestand. Die Heiden waren organisiert in einen Coven beziehungsweise Konvent von je 13 Personen, die einen männlichen Gott anbeteten. Murray betrachtete diese heidnischen Religionen durchgängig existent vom Neolithikum bis ins späte Mittelalter zum Beginn der Hexenverfolgung um 1450. Trotz der blutigen Natur des Kults mit Menschenopfern, den Murray beschrieb, war der Kult attraktiv wegen seiner Befreiung und Gleichberechtigung der Frau, seiner offenen Sexualität und seines Widerstands gegen die kirchliche Bevormundung und Unterdrückung. Die Ideen von Murray können einem konservativen Konzept eines romantisierten Landlebens als Reaktion auf den Modernismus und den Schrecken des Ersten Weltkrieges zugeschrieben werden.

### Kritik an der These
Die Theorien von Murray wurden von Historikern der Hexerei wie C. L. Ewen kritisiert.
Norman Cohn kritisiert in Europe's Inner Demons unter anderm, Murray bevorzuge ausgewählte Textpassagen, um ihre These zu unterstützen. Historiker, wie Ronald Hutton, G. L. Kitteredge und Keith Thomas, lehnen die Ideen von Murray zum Hexentum ab. J. B. Russell fasst ihre Position zusammen: „Moderne historische Gelehrsamkeit weist die These von Murray mit allen ihren Varianten zurück. Die Gelehrten sind zwar zu weit in ihrer Abweisung von Murrays These gegangen, da viele Bruchstücke der heidnischen Religion wirklich sicher in der mittelalterlichen Hexerei erscheinen. Aber die Tatsache bleibt, dass die These von Murray im Großen und Ganzen unhaltbar ist. Das Argument für das Überleben eines Fruchtbarkeitskults vom Altertum über das Mittelalter bis in die Gegenwart wird mit Scheinbeweisen enträtselt.“
Diese akademischen Rezensionen in Fachzeitschriften wurden der Öffentlichkeit jedoch kaum bekannt.
Die ursprünglichen Ideen von Murray waren stark beeinflusst von den Ideen des Anthropologen Sir James Frazer, der in seinem Werk Der goldene Zweig ausführlich über einen Weltglauben des heiligen Königs berichtete. Die Ideen von Frazer haben in dieser Beziehung die Zeit nicht überdauert und moderne Anthropologen kritisieren sie allgemein als allzu reduktionistisch. Die Quellen von Murray waren im Allgemeinen sehr beschränkt: „einige wohl bekannte Arbeiten von kontinentalen Dämonologen, einige Schriften gedruckt in England und eine Anzahl veröffentlichter Aufzeichnungen von schottischen Hexenprozessen. Der viel größere Betrag von unveröffentlichten Beweisen wurde absolut ignoriert.“ (Hutton 1991) Ein Beispiel der zweifelhaften Methodik von Murray ist in ihrem Konzept der Coven mit dreizehn Mitgliedern erkennbar. Dazu zitierte sie aus einigen wenigen von mehreren tausend schottischen Hexenprozessprotokollen. Auf der Suche nach Coven mit 13 Mitgliedern schloss sie angeklagte Personen aus oder fügte Personen hinzu, bis insgesamt 13 für jede angegebene Gruppe erreicht wurden. Zum Beispiel wurde der Hexenprozess 1597 in Aberdeen mit 31 Personen geführt. Murray verzeichnete nur sechsundzwanzig der Angeklagten, um daraus zwei Coven zu machen. Murrays These einer heidnischen Widerstandsbewegung im Untergrund gegen die mittelalterliche Kirche erscheint deshalb so unglaubwürdig, weil die kirchliche Weltanschauung damals so tief in der Gesellschaft verwurzelt war, dass für andere Ideen kein Platz blieb; die Kirche wurde als völlig selbstverständlich betrachtet und nicht in Frage gestellt. Beweise aus dem Mittelalter zeigen, dass schon die kleinsten ketzerischen Sekten entdeckt und vernichtet wurden. Dass der von Murray dargelegte geheime europaweite Kult bis ins 15. Jahrhundert überleben konnte erscheint deshalb unmöglich.

## Spätere Schriften
Später wandte sich Murray einem populäreren Publikum zu und schrieb in einem fantasievollen und unterhaltenden Stil. Im Buch God of the Witches von 1933 stelle sie die Behauptung auf, dass der Hexen-Kult einen Gehörnten Gott angebetet hatte, dessen Ursprünge in vorhistorische Zeit zurückgingen. Murray behauptete, dass die Aussagen der Hexen in den Hexenprozessen, den Teufel anzubeten, bewiesen, dass sie wirklich solch einen Gott anbeteten. Gemäß Murray wurde bei heidnischen Versammlungen der Teufel durch einen Priester vertreten, der einen gehörnten Helm trug. Der Hexen-Kult von Murray konzentrierte nicht auf eine Göttin wie das moderne Wicca.
In ihrem Buch The Divine King in England von 1954 spekuliert sie über ein heimliches Komplott von Heiden unter dem englischen Adel, derselbe englische Adel, der die höchsten Würdenträger der Kirche stellte. So sei zum Beispiel der verdächtige Tod des englischen Königs William Rufus eine Ritualopfertötung gewesen, ausgeführt durch Henry I.

## Bibliografie
- The Osireion at Abydos. (1904)
- Saqqara Mastabas. Part I; Part II. With chapters by Kurt Sethe. (1905)
- Saqqara Mastabas Part I and Gurob. Gurob by L. Loat (1905)
- Elementary Egyptian Grammar. (1905)
- Index of Names and Titles of the Old Kingdom (1908)
- The tomb of two brothers. (1910)
- Elementary Coptic (Sahidic) Grammar (1911). Second edition 1927
- Ancient Egyptian Legends (1913)
- The Witch-cult in Western Europe. (1921)
- Excavations in Malta. Band 1-3 (1923, 1925, 1929)
- Egyptian Sculpture. (1930)
- Egyptian Temples. (1931)
- Cambridge Excavations in Minorca. Band 1-3 (1932, 1934, 1938)
- God of the Witches. (1933, Ausgabe 1960)
- Petra, the rock city of Edom. (1939)
- A Street in Petra (1940)
- Ancient Egyptian Religious Poetry (1949)
- The Splendour That Was Egypt. A General Survey of Egyptian Culture and Civilisation (1949)
- The Divine King in England. A Study in Anthropology (1954)
- The Genesis of Religion. (1963)
- My First Hundred Years. (1963)
- Bücher von Murray im Internet Archive